# Ожегино (Кировская область)
Ожегино — деревня в Афанасьевском районе Кировской области России. Входит в состав Ичетовкинского сельского поселения.

## География
Деревня находится в северо-восточной части Кировской области, в пределах возвышенности Северные Увалы, в подзоне южной тайги, на правом берегу реки Камы, на расстоянии приблизительно 14 километров (по прямой) к северу от Афанасьева, административного центра района. Абсолютная высота — 206 метров над уровнем моря.
Климат
Климат характеризуется как континентальный, с продолжительной холодной зимой и относительно тёплым летом. Средняя температура воздуха самого холодного месяца (января) составляет −16 — −14 °C (абсолютный минимум — −47 °С); самого тёплого месяца (июля) — 19 °C (абсолютный максимум — 36 °С). Вегетационный период короткий (150—155 дней) и продолжается с 28 апреля по 28 — 30 сентября.

## Население
| 2010 |
| ---- |
| 50   |

Половой состав
По данным Всероссийской переписи населения 2010 года в гендерной структуре населения мужчины составляли 50 %, женщины — соответственно также 50 %.
Национальный состав
Согласно результатам переписи 2002 года, в национальной структуре населения русские составляли 98 % из 41 чел.